# Maria Francisca van Nemours
Maria Francisca van Savoye (Parijs, 22 juni 1646 — Lissabon, 27 december 1683) was een dochter van Karel Amadeus van Savoye-Nemours en van Elisabeth van Bourbon.
Zij huwde in 1666 met de Portugese koning Alfons VI van Portugal, die echter geestelijk en lichamelijk gehandicapt was, maar sloot een verbond met diens jongere broer Peter, om Alfons van de troon te krijgen en Peter als regent als opvolger aan te stellen, waarin zij ook slaagden.
In 1668 werd haar huwelijk met Alfons VI geannuleerd, waarop Maria hertrouwde met Peter. Uit dit huwelijk hadden zij een dochter, Isabella (1669-1690).